# Johnny Jones
John „Johnny” Jones (ur. 12 marca 1943 w Waszyngtonie) – amerykański koszykarz, występujący na pozycji niskiego skrzydłowego, mistrz NBA z 1968.
W 1968, w ramach draftu rozszerzającego, trafił do Milwaukee Bucks. Nie rozegrał w tym klubie żadne spotkania, ponieważ wcześniej został zakontraktowany przez drużynę ABA – Kentucky Colonels.

## Osiągnięcia
EBA
- Mistrz EBA (1971, 1975)
- Wicemistrz EBA (1972)

NBA
- Mistrz NBA (1968)[1]